# La Mort de Luis Chalmeta
La Mort de Luis Chalmeta est une huile sur toile de Fernando Botero  peinte au début des années 1980 et présentée à New York, à la galerie Marleborough, en 1985  en même temps qu'un ensemble monographique de 25 toiles  sur la corrida : La Corrida (The Bullfight painting). La Mort de Luis Chalmeta est le plus grand format de la série

## Description
Cette œuvre  est différente des autres dans la mesure où son style se rapproche de celui des ex-votos populaires. D'un côté, le torero encorné va s'effondrer dans l'arène. De l'autre un double du torero de format plus petit s'envole avec la cape vers deux mains féminines tendues à travers les nuages, comme si on allait le recevoir au ciel.
En 1987, les peintures de tauromachie de Botero ont été exposées au Musée Reina Sofía de Madrid de juin à août. L'ensemble a été enrichi de peintures moins ludiques, avec notamment le squelette de la mort armé d'une faux à côté du taureau.